# Marij Osana
Marij Osana, slovenski inženir elektrotehnike, * 18. junij 1880, Trst, † 10. december 1958, Ljubljana.

## Življenje in delo
Osana je v Trstu obiskoval osnovno šolo in gimnazijo. Od 15. leta dalje je med šolskimi počitnicami prostovoljno delal v tržaških elektro podjetjih. Po maturi se je vpisal na pravno fakulteto v Gradcu. Leta 1901 naredil izpit iz opisne geometrije in odšel na strojno-elektrotehniški oddelek tehniške visoke šole na Dunaju. Leta 1903 je opravil prvi državni izpit, med letom 1904 in 1905 pa v Gradcu odslužil vojaško leto in v decembru 1906 na Dunaju naredil 2. državni izpit (diplomo).
Po diplomi je med letoma 1907 in 1914 služboval na Direkciji pošte in telegrafa v Trstu. V avgustu 1914 je šel kot gradbeni vodja telegrafskega oddelka na fronto v Galicijo in bil od decembra 1914 do avgusta 1917 dodeljen poveljstvu 4. armade, kjer je imel priložnost uporabljati znanje elektrotehnike in specialno telegrafije, telefonije in radija. V avgustu 1917 je prišel kot telegrafski svetovalec (ravnatelj) na italijansko fronto in bil do februarja 1918 dodeljen nemški komandi, nato do konca 1. svetovne vojne v 6. armadi, kjer je bil odgovoren za ves telegrafski in telefonski promet, istočasno pa je tudi pomagal pri obnovi uničenega elektičnega omrežja v Vidmu. Po italijanski okupaciji Primorske se je ob italijanskem sovražnem odnosu do Slovencev umaknil v Jugoslavijo. V novembru 1918 je nastopil službo kot višji gradbeni komisar pri novi poštni in telegrafski direkciji v Ljubljani, postal 1923 inšpektor I. razreda, 1925 direktorjev pomočnik. Kot delegat ministrstva za pošto in telegraf iz Beograda je sodeloval v komisiji za povračilo vojne škode v Parizu (1922-1923). V šolskem letu 1926/1927 je predaval na šoli za telegrafijo in telefonijo pri ministrstvu za pošto v Beogradu. 
Leta 1923 je začel predavati na Tehniški fakulteti v Ljubljani, postal 1928 izredni in bil od 1932-1957 redni profesor, v tem obdobju je bil večkrat izvoljen za dekana.
Marij Osana je bil začetnik izobraževanja in raziskovalnega dela na področju telekomunikacij v Sloveniji. Ukvarjal se je tudi s polaganjem in meritvami podmorskih telekomunikacijskih kablov v Jadranskem morju. V letih 1922−1932 je uvedel in organiziral radiotelegrafsko in radiotelefonsko omrežje za postaje Beograd, Ljubljano, Skopje in Zagreb. V letih 1928−1930 je vodil ureditev visokofrekvenčnega laboratorija v elektrotehničnem inštitutu ljubljanske univerze. Leta 1932 pa je projektiral in vodil gradnjo oddajnika ljubljanske radijske postaje z oddajno močjo 5 kW v Domžalah.